# Orphilodes australis
Orphilodes australis is een keversoort uit de familie spektorren (Dermestidae). De wetenschappelijke naam van de soort werd in 2005 gepubliceerd door John F. Lawrence & Slipinski.